# 경원중학교 (경남)
경원중학교(慶園中學校)는 대한민국 경상남도 창원시 성산구 중앙동에 있는 공립 중학교이다.

## 학교 연혁
- 1978년 1월 30일 : 창원 공단중학교 설립 인가
- 1978년 3월 6일 : 개교 및 신입생 입학식
- 1989년 6월 10일 : 경원중학교로 교명 변경
- 2022년 9월 1일 : 김동률 교장 취임
- 2023년 1월 4일 : 제43회 졸업(111명) [총 졸업자수 14,406명]
- 2023년 3월 2일 : 제46회 입학(105명)

## 참고 자료
- 경원중학교 - 한국교육학술정보원 학교알리미